# Sociologia do conhecimento científico
A sociologia do conhecimento científico (SSK) é o estudo da ciência como atividade social de produção, lidando especialmente com "as condições e efeitos sociais da ciência e com as estruturas e processos sociais da atividade científica". A sociologia da ignorância científica é complementar à sociologia do conhecimento científico. Em comparação, a sociologia do conhecimento estuda o impacto do conhecimento humano e as ideias predominantes nas sociedades e nas relações entre o conhecimento e o contexto social em que ele surge.
Os sociólogos do conhecimento científico estudam o desenvolvimento do campo científico e tentam identificar pontos de contingência ou flexibilidade interpretativa onde ambiguidades estão presentes. Essas variações estão ligadas a uma variedade de fatores políticos, históricos, culturais ou econômicos. Crucialmente, o campo não visa estabelecer relativismos ou atacar o projeto científico; o objetivo do pesquisador é explicar porque uma interpretação ao invés de outra, é bem sucedida devido a circunstâncias sociais e históricas externas.
O campo emergiu no fim dos anos 60 e início dos anos 70, e no início era uma prática quase que exclusivamente praticada no Reino Unido. Outros centros iniciais do desenvolvimento da are estavam localizados na França, Alemanha, e Estados Unidos (notavelmente na Universidade Cornell). Os principais teóricos incluem Barry Barnes, David Bloor, Sal Restivo, Randall Collins, Gaston Bachelard, Harry Collins, Paul Feyerabend, Steve Fuller, Thomas Kuhn, Martin Kusch, Bruno Latour,  Mike Mulkay, Derek J. de Solla Price, Lucy Suchman e Anselm Strauss.

## Programas e escolas
A sociologia do conhecimento científico na sua versão anglófona emergiu nos anos 70, em uma oposição autoconsciente à sociologia da ciência associada ao estadunidense  Robert K. Merton, geralmente associado um dos "pais" da sociologia da ciência. A teoria de Merton era como uma "sociologia dos cientistas", o que deixava o conteúdo cognitivo da ciência de fora da natureza sociológica da mesma; a sociologia da ciência, em contraste visava prover explicações sociológicas para as ideias científicas por si só, tendo sua base aspectos do trabalho de Thomas S. Kuhn, mas especialmente de tradições estabelecidas da antropologia cultural (Durkheim, Mauss) e também do posterior Wittgenstein.  David Bloor, um dos pioneiros da SCC, contrastou o que ele chamou de de "programa fraco" que apenas dá explicações sociais para crenças errôneas, com o que ele chamou de "programa forte", que considera fatores sociológicos como influenciando todas as crenças.[carece de fontes?]
A perspectiva da sociologia do conhecimento do médico polonês Ludwik Fleck (1896–1961)  vem  ganhando  destaque  no  meio  acadêmico  brasileiro  nas  últimas  décadas  e,  em  particular,  na  área  de  pesquisa  em  ensino  de  ciências.  Alguns elementos  do  pensamento  desse  autor  permitem caracterizar  a  abertura  de  sua  obra,  ou  seja,  aspectos  que  apresentam  potenciais  para  a  educação  em  ciências  quando  problematizados,  ampliados  e  articulados.  A  partir  da  análise  da  obra principal de Fleck (livro publicado originalmente em 1935) e de seus sete artigos sobre epistemologia, é possível identificar quatro desses elementos, a saber: o conceito de estilo de pensamento; os conceitos de acoplamento ativo e acoplamento passivo; a educação e a iniciação dos novatos em um estilo de pensamento; e a postura política  de  Fleck.  
O programa fraco é mais uma descrição de uma abordagem do que um movimento organizado. O termo é aplicado a historiadores, sociólogos e filósofos da ciência que meramente citam fatores sociológicos como responsáveis pelas teorias que se provaram erradas.. Imre Lakatos e Thomas Kuhn podem ser ditos que aderiam a isso. O programa forte é particularmente associado a dois grupos: a 'Edinburgh School' (David Bloor, Barry Barnes, e seus colegas na Universidade de Edinburgo) nos anos 70 e 80, é a 'Bath School' (Harry Collins e outros na University of Bath) no mesmo período. Os "sociólogos de Edinburgo" e os "sociólogos de Bath" promoveram, respectivamente, o Programa Forte e o Programa Empírico do Relativismo. Também relacionado com a SCC, nos anos 80, estava a análise de discurso aplicada à ciência (associada com Michael Mulkay da Universidade de York), assim como a preocupação com problemas de reflexibilidade surgindo de paradoxos relacionados a postura de relatividade da SCC para com a ciência e o status de suas próprias pretensões de conhecimento (Steve Woolgar, Malcolm Ashmore).[carece de fontes?]
A sociologia do conhecimento científico tem grandes redes através de suas principais associações, 4S e EASST, com grupos recentemente estabelecidos no Japão, Coreia do Sul, Taiwan e América Latina. Tem feito grandes contribuições em anos recentes à analises nos campos de biociências e informática.[carece de fontes?]

## Criticismo
A sociologia do conhecimento científico recebeu críticas de teóricos da teoria ator-rede (ANT) que trabalham com estudos de ciência, tecnologia e sociedade. Esses teóricos acusam a sociologia do conhecimento científico de reducionismo científico e de ter um universo antropocêntrico. A SCC, eles dizem, se apoia demasiado em atores humanos e regras sociais e convenções acerca de controvérsias científicas. O debate está discutido no artigo Epistemological Chicken.

## Leia mais
- Baez, John: The Bogdanoff Affair
- Bloor, David (1976) Knowledge and social imagery. London: Routledge.
- Bloor, David (1999) Anti-Latour. Studies In History and Philosophy of Science Part A       Volume 30, Issue 1, March 1999, Pages 81–112.
- Chu, Dominique (2013), The Science Myth---God, society, the self and what we will never know, ISBN 1782790470
- Collins, H.M. (1975) The seven sexes: A study in the sociology of a phenomenon, or the replication of experiments in physics, Sociology, 9, 205-24.
- Collins, H.M. (1985). Changing order: Replication and induction in scientific practice. London: Sage.
- Collins, Harry and Steven Yearley. (1992). Epistemological Chicken in Science as Practice and Culture,  A. Pickering (ed.). Chicago: The University of Chicago Press, 301-326.
- Edwards, D., Ashmore, M. & Potter, J. (1995). Death and furniture: The rhetoric, politics, and theology of bottom line arguments against relativism.  History of the Human Sciences, 8, 25-49.
- Gilbert, G. N. & Mulkay, M. (1984). Opening Pandora's box: A sociological analysis of scientists' discourse.  Cambridge: Cambridge University Press.
- Latour, B. & Woolgar, S. (1986). Laboratory life: The construction of scientific facts.  2nd Edition.  Princeton:  Princeton University Press. (not an SSK-book, but has a similar approach to science studies)
- Latour, B. (1987). Science in action : how to follow scientists and engineers through society.  Cambridge, MA: Harvard University Press. (not an SSK-book, but has a similar approach to science studies)
- Pickering, A. (1984). Constructing Quarks: A sociological history of particle physics.  Chicago; University of Chicago Press.
- Schantz, Richard and Markus Seidel (2011). The Problem of Relativism in the Sociology of (Scientific) Knowledge. Frankfurt: ontos.
- Shapin, S. & Schaffer, S. (1985).  Leviathan and the Air-Pump.  Princeton, NJ: Princeton University Press.
- Williams, R. & Edge, D. (1996). The Social Shaping of Technology. Research Policy, vol. 25, pp. 856–899
- Willard, Charles Arthur. (1996). Liberalism and the Problem of Knowledge: A New Rhetoric for Modern Democracy, University of Chicago Press.
- Jasanoff, S. Markle, G. Pinch T. & Petersen, J. (Eds)(2002), Handbook of science, technology and society, Rev Ed.. London: Sage.

Outros materiais relevantes
- Shapin, S. (1995) Here and everywhere - sociology of scientific knowledge,  Annual Review of Sociology , 21: 289-321.
- Historical sociologist Simon Schaffer is interviewed on SSK
- Historical sociologist Steven Shapin is interviewed on SSK
- The Sociology of Ignorance website featuring the sociology of scientific ignorance

## Ligações Externas
- RIOS, Maurício Cavalcante. O Programa Forte e o Relativismo Epistêmico.